# Abraham Pihl
Abraham Pihl (Gausdal, 3 ottobre 1756 – 20 maggio 1821) è stato un religioso, astronomo e architetto norvegese.

## Biografia
Pihl nacque nel 1756 a Gausdal, nella contea di Oppland, in Norvegia, suo padre Andreas era il vicario di Gausdal. Nel 1783 completò gli studi sacerdotali presso l'Università di Copenaghen, dove studiò anche matematica, meccanica e astronomia.

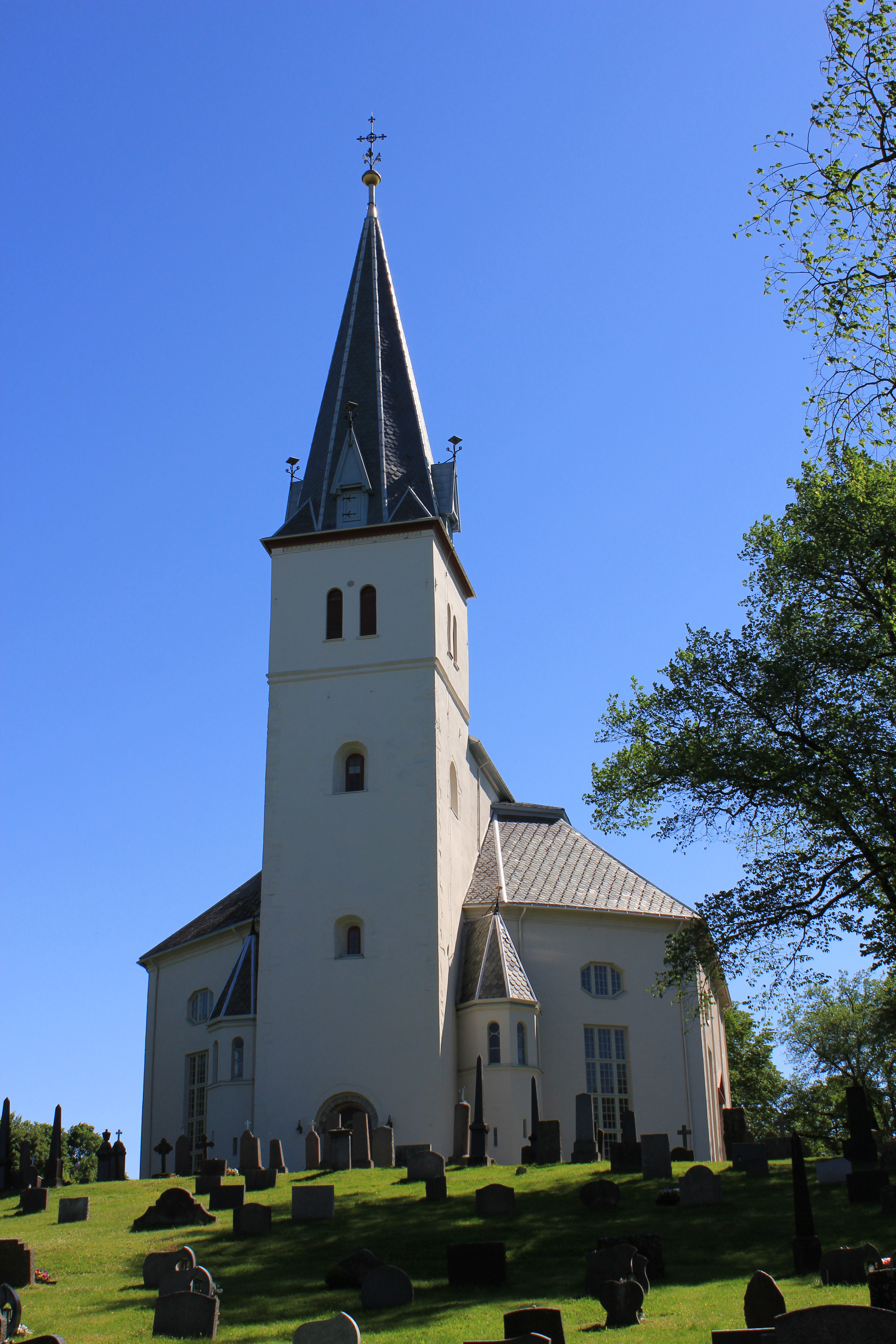
Chiesa di Vang, progettata da Abraham Pihl

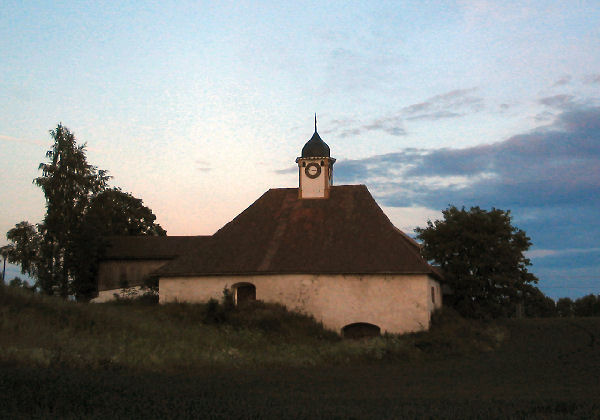
Fattoria a Vang progettata da Abraham Pihl

Nel 1784 Pihl divenne il vicario di Flekkefjord, nella contea di Vest-Agder e nel 1789 sacerdote della parrocchia di Vang, nella contea di Hedmark, dove avrebbe servito fino alla sua morte, avvenuta nel 1821.
Quando la chiesa di Vang bruciò nel 1804, Pihl progettò il nuovo edificio e ne supervisionò i lavori di costruzione. La chiesa, di forma ottagonale e con 1000 posti a sedere, è anche la seconda chiesa ottagonale più grande della Norvegia. L'edificio in seguito servì da modello per le chiese ottagonali nei pressi del lago di Mjøsa.
Pihl costruì molti strumenti astronomici, tra cui telescopi e sestanti.

### Vita privata
Nel 1784 sposò Anna Cathrine Neumann (1764–1850), figlia di Jacob Neumann, che gestiva la Hassel Iron Works a Modum. Ebbero otto figli.